# تقلقل الإرسال

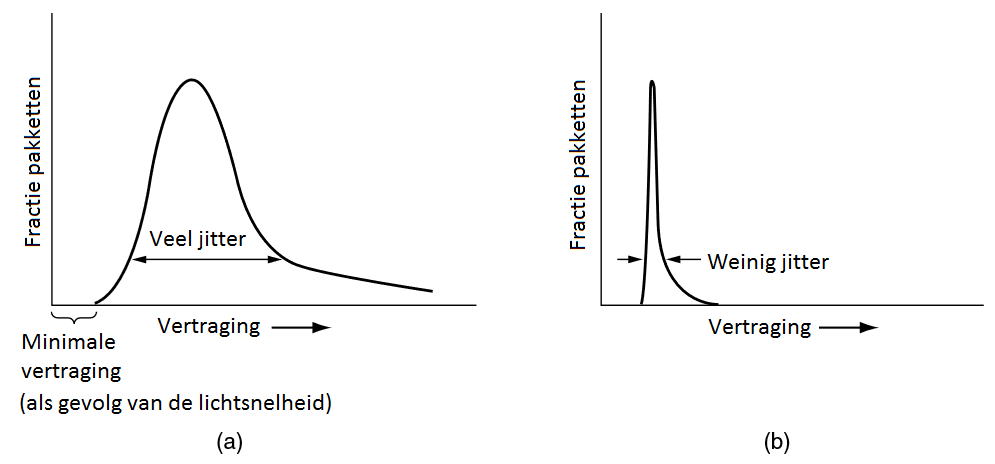
تقلقل الإرسال

في الإلكترونيات والاتصالات، تقلقل الإرسال أو عدم استقرار الإرسال (بالإنجليزية: Jitter)‏ هو الانحراف عن الشكل الدوري المفترض للإشارة بالنسبة لإشارة ساعة مرجعية. في تطبيقات استعادة إشارة الساعة يسمى هذا تقلقل توقيت الإرسال. عند تصميم وصلات الاتصال، تكون قيمة التقلقل الكبيرة غير مرغوبة.
يمكن قياس تقلقل الإرسال بنفس طرق قياس الإشارة المتغيرة زمنياً، أي الجذر التربيعي للمتوسط والإزاحة من قمة إلى قمة كما يمكن التعبير عنه بالكثافة الطيفية أيضاً.
هذا النوع من الأخطاء يحدث عادة عند إرسال بيانات الوسائط المتعددة (multimedia data)، فعلى سبيل المثال عندما يتم تشغيل بيانات صوتية متسلسلة (كالموسيقى) على فترات مختلفة من الوقت فيكون الصوت رديء.
وعندما نتحدث عن توتر الإرسال فاننا نتحدث عن إحدى خصائص الأداء الخاصة بقنوات الاتصال ألا وهي:
- توتر الإرسال
- الكُمُونِيَّة (بالإنجليزية: Latency)‏
- عرض النطاق (بالإنجليزية: Bandwidth)‏

في نقل الصوت عبر الإنترنت (VoIP) فإن توتر الإرسال هو الاختلاف في الوقت ما بين الحزم في وصولها والناجمة عن ازدحام الشبكة وتوقيت الانجراف أو تغييرات الطريق.
يمكن استخدام صوان لتوتر الإرسال للسيطرة على هذه الظاهرة.